# Plectris denominata
Plectris denominata är en skalbaggsart som beskrevs av Frey 1967. Plectris denominata ingår i släktet Plectris och familjen Melolonthidae. Inga underarter finns listade i Catalogue of Life.